# Миолиће
Миолиће је насеље у општини Лепосавић на Косову и Метохији. Припада месној заједници Лепосавић. Село се налази на 9 km северно од Лепосавића, са обе стране средњег тока Дренске реке. Атар села се простире између граничних села Мекинића и Витановића. Куће су лоциране пристранцима и окренуте су ка југу и западу. Средња надморска висина износи 590 метара и земљиште се благо спушта према Дренској реци. Село је добило назив од одсељеног рода Миолића и о његовом постанку не постоје никакви записи, па се може претпоставити да представља новије насеље.

## Демографија
- попис становништва 1948: 51
- попис становништва 1953: 60
- попис становништва 1961: 70
- попис становништва 1971: 53
- попис становништва 1981: 50
- попис становништва 1991: 57

У насељу 2004. године живи 52 становника у 12 домаћинства. Данашњи родови су: Михајловићи,Танасковићи, Рашковићи, Вучковићи и Јосовићи.